# L'hora fosca
L'hora fosca és un programa de televisió valencià sobre crim real produït per Pedro Pastor de Voramar Films, realitzat per Pablo van Damme Tamarit i dirigit per José Àngel Montiel. El primer capítol es va emetre el 23 de març de 2021 pel canal de televisió À Punt. La màxima xifra d'audiència per un episodi va ser per l'emissió de "El crim dels Beresaluze" el 14 de març de 2023, amb 120.000 espectadors de mitjana.

## Sinopsi
El programa descriu, a través de capítols televisius d'entre 50 minuts i una hora de durada, crims reals succeïts a la comunitat valenciana de la segona meitat del segle XX i del segle XXI. El gènere discursiu utilitzat és el de la crònica negra novel·lada, locutada amb trets de solemnitat i austeritat per Jose Garcia, i combinada amb la participació de persones que, de manera directa o indirecta, van formar part del cas: familiars i amistats de les víctimes, cossos policials com el CNP o la Guàrdia Civil, jutges instructors, periodistes de successos i advocats representants de les parts.
A cada capítol, els testimonis de persones implicades i les narracions novel·lades s'acompanyen de reconstruccions fictícies dels fets i també d'imatges d'arxiu de l'antic Canal 9, retalls de premsa, documentació policial.

## Episodis
| Temp.            | Temp. | Capítols | Capítols        | Data d'emissió   | Data d'emissió     | Mitjana espectadors | Mitjana espectadors |
| Temp.            | Temp. | Capítols | Capítols        | Començament      | Fi                 | Mitjana espectadors | Mitjana espectadors |
| ---------------- | ----- | -------- | --------------- | ---------------- | ------------------ | ------------------- | ------------------- |
|                  | 1     | 11       | 10              | 23 de març 2021  | 1 de juny 2021     | 77.000 espectadors  | 3,9%                |
| Capítol especial | 1     | 11       | 8 de juny 2021  | 8 de juny 2021   |                    | 77.000 espectadors  | 3,9%                |
|                  | 2     | 10       | 9               | 1 de febrer 2022 | 12 d'abril 2022    | 67.000 espectadors  | 3,8%                |
| Capítol especial | 2     | 10       | 19 d'abril 2022 | 19 d'abril 2022  |                    | 67.000 espectadors  | 3,8%                |
|                  | 3     | 12       | 12              | 24 febrer 2023   | 18 d'abril de 2023 | 91.000 espectadors  | 5,6%                |

### Temporada 1 (2021)
| Núm. total | Núm. de la temporada | Títol                                 | Direcció           | Guió               | Data d'emissió original | Espectadors (milions) |
| ---------- | -------------------- | ------------------------------------- | ------------------ | ------------------ | ----------------------- | --------------------- |
| 1          | 1                    | «Crim de Patraix (Part I)»            | José Ángel Montiel | Albert Montón      | 23 de març de 2021      | 108.000 (5,4%)        |
| 2          | 2                    | «Crim de Patraix (Part II)»           | José Ángel Montiel | Albert Montón      | 30 de març de 2021      | 81.000 (4,3%)         |
| 3          | 3                    | «El depredador de Castelló (Part I)»  | José Ángel Montiel | Maria Sales        | 6 d'abril de 2021       | 83.000 (4,4%)         |
| 4          | 4                    | «El depredador de Castelló (Part II)» | José Ángel Montiel | Maria Sales        | 13 d'abril de 2021      | 89.000 (4,3%)         |
| 5          | 5                    | «La desaparició de Gloria»            | José Ángel Montiel | Albert Montón      | 20 d'abril de 2021      | 59.000 (2,8%)         |
| 6          | 6                    | «El fill del Larios»                  | José Ángel Montiel | Joan Dolç          | 27 d'abril de 2021      | -                     |
| 7          | 7                    | «48 hores»                            | José Ángel Montiel | Joan Dolç          | 11 de maig de 2021      | 80.000 (4,1%)         |
| 8          | 8                    | «Contagi: el cas Maeso (Part I)»      | José Ángel Montiel | Maria Sales        | 18 de maig de 2021      | 73.000 (3,9%)         |
| 9          | 9                    | «Contagi: el cas Maeso (Part II)»     | José Ángel Montiel | Maria Sales        | 25 de maig de 2021      | 84.000 (4,4%)         |
| 10         | 10                   | «El crim del Xúquer»                  | José Ángel Montiel | Joan Dolç          | 1 de juny de 2021       | 93.000 (4,8%)         |
| 11         | Especial             | «A la vora del mal»                   | José Ángel Montiel | José Ángel Montiel | 8 de juny de 2021       | 18.000 (1%)           |

### Temporada 2 (2022)
| Núm. total | Núm. de la temporada | Títol                         | Data d'emissió original | Espectadors (milions) |
| ---------- | -------------------- | ----------------------------- | ----------------------- | --------------------- |
| 12         | 1                    | «El crim de Pedralba»         | 1 de febrer de 2022     | 80.000 (4,4%)         |
| 13         | 2                    | «La desaparició de Samira»    | 8 de febrer de 2022     | 88.000 (4,9%)         |
| 14         | 3                    | «Venjança a Càlig»            | 15 de febrer de 2022    | 63.000 (3,6%)         |
| 15         | 4                    | «La mort del professor»       | 22 de febrer de 2022    | 67.000 (3,7%)         |
| 16         | 5                    | «Operació Oest»               | 1 de març de 2022       | 78.000 (4,5%)         |
| 17         | 6                    | «Les vides de Mario Miralles» | 22 de març de 2022      | 62.000 (3,5%)         |
| 18         | 7                    | «La vídua negra d'Alacant»    | 29 de març de 2022      | 42.000 (2,4%)         |
| 19         | 8                    | «Assassinat a La Puríssima»   | 5 d'abril de 2022       | 86.000 (5%)           |
| 20         | 9                    | «L'assassí del xat»           | 12 d'abril de 2022      | 61.000 (3,5%)         |
| 21         | Especial             | «En la ment de l'assassí»     | 19 d'abril de 2022      | 42.000 (2,6%)         |

### Temporada 3 (2023)
| Núm. total | Núm. de la temporada | Títol                              | Data d'emissió original | Espectadors (milions) |
| ---------- | -------------------- | ---------------------------------- | ----------------------- | --------------------- |
| 22         | 1                    | «L'últim estiu d'Esther»           | 24 de gener de 2023     | 71.000 (4,7%)         |
| 23         | 2                    | «El depredador d'Alacant»          | 31 de gener de 2023     | 89.000 (5,5%)         |
| 24         | 3                    | «El crim del fals metge»           | 7 de febrer de 2023     | 94.000 (5,9%)         |
| 25         | 4                    | «El segret de Peñaranda»           | 14 de febrer de 2023    | 86.000 (5,3%)         |
| 26         | 5                    | «Àcid»                             | 21 de febrer de 2023    | 63.000 (3,8%)         |
| 27         | 6                    | «El crim de la llacuna de Rabassa» | 28 de febrer de 2023    | 84.000 (5%)           |
| 28         | 7                    | «La mort de Teresa»                | 7 de març de 2023       | 113.000 (7,2%)        |
| 29         | 8                    | «El crim dels Beresaluze»          | 14 de març de 2023      | 120.000 (7,7%)        |
| 30         | 9                    | «Operació rave»                    | 21 de març de 2023      | 98.000 (6,2%)         |
| 31         | 10                   | «La desaparició de Rosana»         | 28 de març de 2023      | 100.000 (5,8%)        |
| 32         | 11                   | «El Rambo de Requena»              | 4 d'abril de 2023       | 82.000 (4,9%)         |
| 33         | 12                   | «El cas Macastre»                  | 18 d'abril de 2023      | 87.000 (5,2%)         |

### Temporada 4 (2024)
| Núm. total | Núm. de la temporada | Títol                                    | Data d'emissió original | Espectadors (milions) |
| ---------- | -------------------- | ---------------------------------------- | ----------------------- | --------------------- |
| 34         | 1                    | «El crim de Mislata»                     | 10 de setembre de 2024  | 24.000 (2,3%)         |
| 35         | 2                    | «La mort de Rosa Maquieira»              | 17 de setembre de 2024  | Sense anunciar        |
| 36         | 3                    | «En legítima defensa»                    | 24 de setembre de 2024  | Sense anunciar        |
| 37         | 4                    | «La desaparició d'Isaac»                 | 1 d'octubre de 2024     | 39.000 (3,3%)         |
| 38         | 5                    | «Mort a Sot de Xera»                     | 8 d'octubre de 2024     | 49.000 (4,6%)         |
| 39         | 6                    | «El crim de Riba-roja»                   | 15 d'octubre de 2024    | 39.000 (3,0%)         |
| 40         | 7                    | «L'assassí dels ulls morts (Part I)»     | 22 d'octubre de 2024    | 56.000 (5,2%)         |
| 41         | 8                    | «L'assassí dels ulls morts (Part II)»    | 5 de novembre de 2024   | 45.000 (3,3%)         |
| 42         | 9                    | «El crim de Malilla»                     | 12 de novembre de 2024  | 24.000 (3,7%)         |
| 43         | 10                   | «La desaparició dels O'Malley (Part I)»  | 19 de novembre de 2024  | 30.000 (2,8%)         |
| 44         | 11                   | «La desaparició dels O'Malley (Part II)» | 26 de novembre de 2024  | Sense anunciar        |
| 45         | Especial             | «La ciència forense»                     | 3 de desembre de 2024   | Sense anunciar        |